# Xavier Kennedy
Xavier Kennedy (3 juin 1851 à Douglastown près de Gaspé, Canada - 1er mai 1915 à Douglastown, Québec) est un homme politique québécois.
Il a été député de la circonscription de Gaspé pour le Parti libéral de 1900 à 1904.

## Biographie
Xavier Kennedy fait ses études à Douglastown et a été marchand de poissons. Avant d'entrer en politique provinciale, il estégalement maire de son village, juge de paix, président du Bureau de santé et président de la Chambre de commerce de Gaspé.
Il a été élu député libéral dans Gaspé en 1900, mais ne s'est pas représenté en 1904.